# Polianthes geminiflora
Polianthes geminiflora là một loài thực vật có hoa trong họ Măng tây. Loài này được (Lex.) Rose miêu tả khoa học đầu tiên năm 1903.